# Ximena Sariñana
Ximena Sariñana Rivera (* 29. Oktober 1985 in Guadalajara) ist eine mexikanische Sängerin und Schauspielerin. 2009 wurde ihr Album Mediocre für den Grammy und den Latin Grammy nominiert.

## Biographie
Ximena Sariñana Rivera ist die Tochter des Regisseurs Fernando Sariñana und der Drehbuchautorin Carolina Rivera. Bereits im Kindesalter wuchs sie in einem künstlerisch geprägten Umfeld auf und entwickelte früh ein Interesse an Musik und Schauspiel. Im Alter von zwei Jahren besuchte sie ein Konzert der Jazz-Sängerin Ella Fitzgerald, das sie nach eigener Aussage tief beeindruckte und in ihr den Wunsch weckte, selbst Musikerin zu werden.
Sariñana nahm als Kind Gesangsunterricht bei Ricardo Sánchez sowie Klavierunterricht bei Hanna Cot. Ihre schulische Ausbildung absolvierte sie an der Edron Academy, einer internationalen Schule in Mexiko-Stadt. Zusätzlich studierte sie Musik an der Fermatta-Musikakademie, einer renommierten Ausbildungsstätte für moderne Musik in Mexiko. Im Alter von 17 Jahren erhielt sie ein Stipendium für ein Sommerprogramm am Berklee College of Music in Boston.
Mit elf Jahren übernahm sie ihre erste Rolle in der Telenovela Luz Clarita (1996–1997). Es folgten weitere Rollen in María Isabel (1997), Gotita de amor (1998) sowie in zahlreichen Kinoproduktionen, darunter Hasta morir(1994), Amarte duele (2002) und Niñas mal (2007), häufig unter der Regie ihres Vaters. Für ihre Darstellung in Dos abrazos (2007) erhielt sie den mexikanischen Filmpreis Diosa de Plata als beste Hauptdarstellerin.
Parallel zur Schauspielerei verfolgte sie ihre musikalische Karriere. 2006 gründete sie mit befreundeten Musikern die Band Feliz No Cumpleaños. Ein Jahr später begann sie mit den Produzenten Tweety González und Juan Campodónico die Arbeit an ihrem Debütalbum Mediocre, das 2008 erschien und sowohl in Mexiko als auch international Anerkennung fand. Das Album wurde mit einer Nominierung für den Grammy Award in der Kategorie Best Latin Rock or Alternative Album ausgezeichnet.
Sie lebt in Mexiko-Stadt und Los Angeles. Seit 2016 ist sie mit dem Musiker Rodrigo Rodríguez verheiratet und Mutter zweier Kinder.

## Diskografie (Auswahl)
Alben
- 2008: Mediocre

Singles
- 2013: Mis sentimientos (mit Los Ángeles Azules, MX: ×2Diamant + Doppelplatin )[10]
- 2013: Mis sentimientos (Live) (mit Los Ángeles Azules, MX: Gold)